# Qatar ExxonMobil Open 2001
Відкритий чемпіонат Катару 2001 (також відомий як Qatar ExxonMobil Open 2001 за назвою спонсора) — 9-й чоловічий тенісний турнір, який відбувся з 1 по 7 січня в місті Доха (Катар) на відкритих твердих кортах у Міжнародному центрі тенісу і сквошу Халіфа. Був одним зі змагань ATP International Series як частини Туру ATP 2001.

## Переможці

### Одиночний розряд
Марсело Ріос —  Богдан Уліграх 6–3, 2–6, 6–3
- Для Ріоса це був перший титул за рік і 18-й загалом у його кар'єрі.

### Парний розряд
Марк Ноулз /  Деніел Нестор —  Жоан Бальсельс /  Андрій Ольховський 6–3, 6–1
- Для Ноулза це був перший титул за рік і 15-й загалом у його кар'єрі. Для Нестора це був перший титул за рік і 17-й загалом у його кар'єрі.